# NGC 7121
NGC 7121 في الفهرس العام الجديد، هي مجرة، تقع في كوكبة الدلو. اكتشفت في 3 سبتمبر 1872 بواسطة إدوارد ستيفان.

## روابط خارجية
- NGC 7121 على موقع ويكي سكاي: DSS2, SDSS, GALEX, IRAS, Hydrogen α, X-Ray, Astrophoto, Sky Map, Articles and images